# Asendorf (Nordheide)
Asendorf ist eine Gemeinde im Landkreis Harburg in Niedersachsen. Sie hat gut 2132 Einwohner auf einer Fläche von 14,70 km².

## Geografie

### Geografische Lage
Asendorf liegt am Nordostrand des Naturschutzgebietes Lüneburger Heide und circa 30 Kilometer südlich der Freien und Hansestadt Hamburg. Die Gemeinde gehört der Samtgemeinde Hanstedt an, die ihren Verwaltungssitz in der Gemeinde Hanstedt hat.

### Nachbargemeinden
- Jesteburg
- Marxen
- Hanstedt

### Gemeindegliederung
Zur Gemeinde Asendorf gehören die Orte Asendorf und Dierkshausen sowie die Ortsteile Drumbergen und Heidewinkel.

## Geschichte
Der Ort ist wahrscheinlich um 800 entstanden. Die erste urkundliche Erwähnung stammt aus dem Jahre 1252 (Urkundenbuch Bistum Verden Urk. 433).

## Politik

### Gemeinderat
Der Rat der Gemeinde Asendorf setzt sich aus elf Mitgliedern zusammen. Die Ratsmitglieder werden durch eine Kommunalwahl für jeweils fünf Jahre gewählt.
Die vergangene Gemeinderatswahlen ergaben folgende Sitzverteilungen:
| Wahljahr | WGA | Grüne | SPD | UNS | Gesamt   |
| 2021     | 7 | 2     | 2   | –   | 11 Sitze |
| 2016     | 7 | 2     | 2   | –   | 11 Sitze |
| 2011     | 6 | 2     | 2   | 1   | 11 Sitze |
|          | __________________________ WGA: Wählergemeinschaft Asendorf-Dierkshausen UNS: Unabhängige Nordheide Stimmen |       |     |     |          |

Letzte Kommunalwahl am 12. September 2021

### Wappen
| | Blasonierung: „Schild in Silber und Rot geteilt. Oben ein roter Achtstern, unten ein silberner Arm, der in der Faust eine silberne, zerrissene Kette hält.“ |
| Wappenbegründung: Das Wappen von 1935 bezieht sich auf den Namen und Überlieferungen von Asendorf. Der obere Teil stellt eine rote Hagalrune auf silbernen Grund dar, ein Bezug auf den Namen „Asen“. Wahrscheinlich bezieht sich dieser Name auf die germanische Religion, in der neben den Fruchtbarkeitsgöttern (Vanen) auch andere Götter (Asen) verehrt werden: Wodan (Odin, Totengeleiter und Herr des Zaubers), Thor (Donar, Beschützer der Bauern gegen die Riesen) und Tiwaz (Kriegsgott). Der Name könnte allerdings auch langobardischen Ursprungs sein, da es bei den Langobarden einen Personennamen „Aso“ oder „Anso“ gegeben haben soll. Der untere Teil mit silbernem Arm und zerrissener Kette auf rotem Grund bezieht sich auf die Gestalt des „starken Hinnerk“, der ungefähr zu Zeiten Napoleons in Asendorf gelebt haben soll und über den einige Geschichten erzählt werden. | |

## Vereine
In der Gemeinde Asendorf sind folgende Vereine vorhanden.
- TV Asendorf Dierkshausen besteht aus folgenden Sparten: Damen (Fit ab 50, Fitness und Gesundheit, Aerobic, Nordic Walking), Jugend (Kinderturnen, Aerobic), Radfahren, Spielmannszug (Nachwuchs Trommeln, Nachwuchs Flöten, normaler Spielbetrieb), Tennis, Tischtennis und Fußball.
- Landjugend Asendorf e. V., die die verschiedensten Veranstaltungen wie Faslam, Osterfeuer und Tanz in den Mai organisieren.
- Schützenverein Asendorf e. V.
- Freiwillige Feuerwehren Asendorf und Dierkshausen.
- Landfrauenverein Brackel-Hanstedt und Umgebung e. V.
- LandFrauenverein Auetal
- Kita-Freunde Asendorf e. V. – KitaFreunde – Wir sind die KitaFreunde Asendorf (kitafreunde-asendorf.de)

## Persönlichkeiten
- Ernestine von Trott zu Solz (1889–1982), die Gründerin der therapeutischen Lebens- und Wohngemeinschaft Landheim Salem, wirkte über viele Jahrzehnte in Asendorf und starb auch hier am 24. April 1984.
- In Asendorf lebt und arbeitet der Maler und Bildhauer Horst-Hagen Rath.
- In Asendorf lebt der Sportpädagoge und Lüneburger Hochschullehrer Eike Jost (* 1940 in Köln)
- Die Autorin und Journalistin Sabine Weiss (* 1968, Die Wachsmalerin, Das Kabinett der Wachsmalerin, Die Buchdruckerin, Hansetochter, Das Geheimnis von Stralsund) wohnt in Asendorf.

## Sonstiges
- Am 22. Mai 2011 starb Peter Muus im Alter von 69 Jahren, der von 1976 bis 2011 im Amt des Asendorfer Bürgermeisters tätig war.
- Im Mai 1962 wurde der 4500 Münzen umfassende Münzschatz von Asendorf gefunden, der sich jetzt in der Dauerausstellung des Archäologischen Museums Hamburg befindet.